# August Łoś
August Łoś (3. prosince 1829 Lvov – 29. prosince 1902 Lvov), byl rakouský šlechtic a politik polské národnosti z Haliče, na konci 19. století poslanec Říšské rady.

## Biografie
Účastnil se polského lednového povstání roku 1863. V závěru života byl prezidentem dozorčí rady haličského pozemkového úvěrového spolku.
Byl poslancem Říšské rady (celostátního parlamentu Předlitavska), kam poprvé usedl již v roce 1870, tehdy ještě v nepřímé volbě, kdy ho do vídeňského parlamentu delegoval Haličský zemský sněm. Opětovně sem byl delegován sněmem roku 1871. Mandát byl ale 21. dubna 1873 prohlášen pro dlouhodobou absenci za zaniklý. Do parlamentu se vrátil po dlouhé přestávce až v přímých volbách roku 1885, nyní za kurii venkovských obcí v Haliči, obvod Sambir, Staremiasto atd. Mandát zde obhájil ve volbách roku 1891. Ve volebním období 1885–1891 se uvádí jako hrabě August Los, statkář, bytem Stupnica.
Na Říšské radě v roce 1885 je uváděn coby člen Polského klubu. Za Polský klub byl zvolen i v roce 1891.
Zemřel v prosinci 1902.